# Roman Poláčik
Roman Poláčik (* 20. července 1988 Trstená) je slovenský divadelní, filmový a televizní herec.
Vyrůstal ve Štefanově nad Oravou, kde se začal divadlu věnovat. Vystudoval herectví na VŠMU v Bratislavě. V roce 2012 se stal členem uměleckého souboru Divadla Andreje Bagara v Nitře a od roku 2018 je členem Činohry Slovenského národného divadla. Kromě toho hostoval také v Divadle Aréna a ve Štúdiu 12.
V letech 2015–2018 měl partnerský vztah s herečkou Janou Kovalčíkovou. V roce 2020 se oženil se svojí přítelkyní Katkou, se kterou má syna Filipa.

## Televize

### Filmy
- 2012: Konfident
- 2014: Slovensko 2.0
- 2014: Děti
- 2018: Tlumočník
- 2019: Šťastný nový rok
- 2019: Marie Terezie

### Seriály
- 2017: Tajné životy
- 2018: Oteckovia
- 2020: Bola raz jedna škola
- 2021: Najhorší týždeň môjho života
- 2025: Ranč